# WorldWalk
A WorldWalk Ivanics Ferenc  és Ivanics István vállalkozása, egy földkörüli gyalogtúra a békesség nevében. A csapat minimális támogatással, barátok, ismerősök, önkormányzatok segítségével igyekszik megküzdeni az út nehézségeivel.

## Tagok

### Ivanics Ferenc
Ivanics Ferenc 1976. október 23-án, Németországban, egy Rottweil nevű városkában született. Iskolai tanulmányait már a volt Jugoszláviában, pontosabban a vajdasági Palicson kezdte, majd Magyarkanizsán és Zentán folytatta. Több extrém hosszú gyalogtúrán is részt vett, egy társával kerékpáron járták körbe Európát. Ezekről helyi és országos lapok, televíziók is beszámoltak.

### Ivanics István
Ivanics István 1982. április 27-én született Villingen-Schwenningenben, egy dél-németországi kisvárosban. Tanulmányait Jugoszláviában, Palicson és Zentán folytatta. Több extrém hosszú gyalogtúrán is részt vett, kismotorral egyedül járta be Európát. Ezekről helyi és országos lapok, televíziók is beszámoltak.

## Adatok

### A tervezett útvonal
35000 km, mindezt végig gyalog teszik meg, 5 kontinenst érintenek, a következő lista mutatja a fontosabb városokat (a már érintettek félkövéren szedve):
| Szeged    | Gibraltár  | Dallas      | Panamaváros   | Townsville     | Colombo      |
| Budapest  | Casablanca | Phoenix     | Buena Ventura | Weipa          | Yapanaya     |
| Bécs      | Dakar      | Los Angeles | Guayaquil     | Arnhem-fok     | Csennai      |
| München   | Miami      | San Diego   | Lima          | Darwin         | Vidzsajavádá |
| Párizs    | Orlando    | Mexikóváros | Sydney        | Bandar Lampung | Marmagáo     |
| Barcelona | Atlanta    | Belize      | Brisbane      | Banda Aceh     | Mumbai       |

### A tervezett időtartam
4-6 év, az adminisztrációs ill. szponzorációs problémák miatt ez még hosszabbra is nyúlhat. Napi 25–40 km menetteljesítmény, a nagyobb városokban pihenő, ill. az üzenet eljuttatása a helyi közösségeknek.

## Külső hivatkozások
A Hét Nap vajdasági magyar hetilap szponzorált riportsorozata:
- Krekity Olga: WorldWalk XV. évf, 32. szám 2008-08-06
- Krekity Olga: WorldWalk Lépésekben mérik a világot XV. évf, 33. szám 2008-08-13
- Krekity Olga: WorldWalk Lépésekben mérik a világot XV. évf, 34. szám 2008-08-20
- Krekity Olga: WorldWalk XV. évf, 35. szám 2008-08-27
- Krekity Olga: Lépésekben mérik a világot XV. évf, 36. szám 2008-09-03
- Krekity Olga: Lépésekben mérik a világot XV. évf, 37. szám 2008-09-10
- Krekity Olga: Lépésekben mérik a világot XV. évf, 38. szám 2008-09-17
- Krekity Olga: Lépésekben mérik a világot XV. évf, 39. szám 2008-09-24
- Krekity Olga: Lépésekben mérik a világot XV. évf, 40. szám 2008-10-01
- Krekity Olga: Lépésekben mérik a világot XV. évf, 41. szám 2008-10-08
- Krekity Olga: WorldWalk Lépésekben mérik a világot XV. évf, 42. szám 2008-10-15

További magyar sajtótermékek
- Kultúrház: Gyaloggalopp a Föld körül - MTV 2007. május 23. 12:20[halott link]
- Kalandvágyból körbesétálják a Földet - Petőfi Népe 2007. július 24.
- R. Tóth Gábor: A Szaharában jár a gyalogló palicsi testvérpár - Délmagyar 2008. július 21. Archiválva 2008. augusztus 21-i dátummal a Wayback Machine-ben
- Sztojanovity Livia: A nagy utazás - Magyar Szó 2008. december 27.
- Csetvei Vizi Karolina: Közeledve Afrikához - Magyar Szó 2008. február 16.
- Csetvei Vizi Karolina: Édes gyötrelem - Magyar Szó 2007. szeptember 22.[halott link]
- Csetvei Vizi Karolina: Elindultak - Magyar Szó 2007. július 16.
- Kabók Erika: Föld körüli gyalogtúra - Magyar Szó 2007. július 14.
- Csetvei Vizi Karolina: Világkörüli út - Magyar Szó 2007. április 25.
- Dobozi Pálma: Gyalogszerrel a világ körül - Krónika, MR1-KOSSUTH Rádió 2009. június 7.[halott link]
- R. Tóth Gábor: Szaharából az aligátorok elé - Délmagyar 2009. június 10.[halott link]
- Kozák Iván: Testvérpár a világ körül - Blikk 2009. június 30.[halott link]

Site
- WorldWalk-Peacetour